# Аник
А̀ник (на английски: Alnwick, /ˈænɪk/) е град в графство Нортъмбърланд, североизточна Англия. Населението му е около 8 100 души (2011).
Разположен е на 60 метра надморска височина в Нортъмбърландските пясъчникови хълмове, на 8 километра западно от брега на Северно море и на 48 километра северно от центъра на Нюкасъл ъпон Тайн. Селището възниква през XI век около едноименния замък на река Алн, който по-късно е седалище на влиятелните графове на Нортъмбърланд. Днес то е предимно жилищно предградие на Нюкасъл и Морпет.

## Известни личности
Родени в Аник
- Томас Кобдън-Сандерсън (1840 – 1922), издател
- Прайдокс Джон Селби (1788 – 1867), натуралист